# Emilio Echevarría
Emilio Antonio Echevarría Noriega (* 3. Juli 1944 in Mexiko-Stadt; † 4. Januar 2025 ebenda) war ein mexikanischer Schauspieler.

## Leben
Echevarría schloss ein Bachelorstudium in Betriebswirtschaftslehre an der Nationalen Autonomen Universität von Mexiko ab. 1978 begann er mit der Schauspielerei. Sein Schaffen umfasst rund 40 Film- und Fernsehproduktionen.
Echevarría starb am 4. Januar 2025 im Alter von 80 Jahren in Mexiko-Stadt.

## Filmografie (Auswahl)
- 2000: Amores Perros
- 2002: James Bond 007 – Stirb an einem anderen Tag
- 2004: Alamo – Der Traum, das Schicksal, die Legende
- 2011: Erinnerung an meine traurigen Huren
- 2016: El elegido